# Krivitches
On appelle Krivitches (russe : кривичи, krivitchi ; biélorusse : крывічы, kryvitchy ; littéralement « liés par le sang ») certaines populations slaves installées au haut Moyen Âge :
- Dans les actuelles Biélorussie et Russie[1] ;

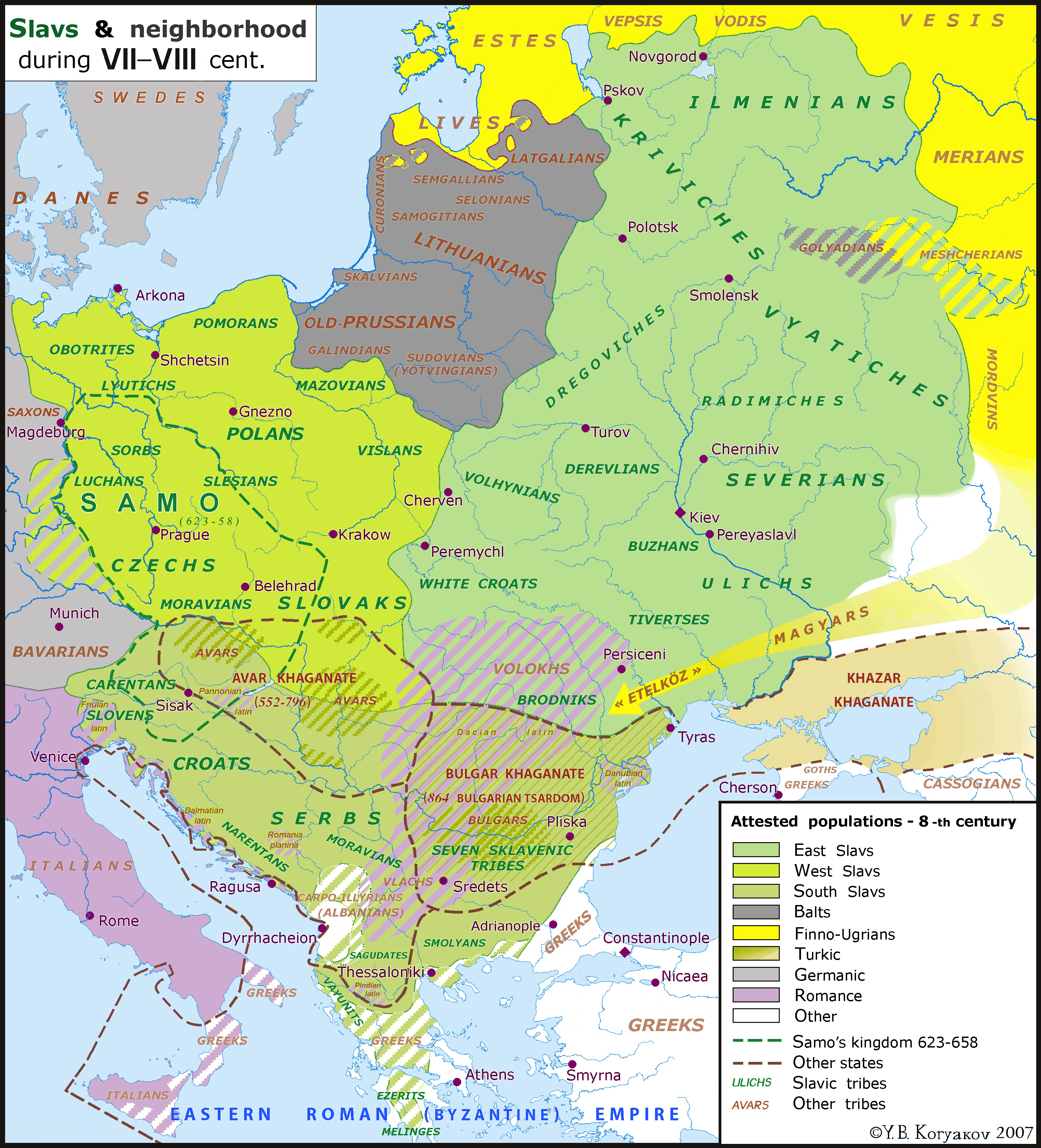
Implantation des peuples slaves au VIIIe siècle

- Dans le Péloponnèse, avec les Ézérites, les Gradilives et les Mélinges, à l'époque du Premier Empire bulgare[2].

## Sources
1. ↑  Dejan Bulić, Dejan Crnčević, Irena Cvijanović, Vladeta Petrović, Bojana Radovanović et Tibor Živković : The World of the Slavs : Studies of the East, West and South Slavs: Civitas, Oppidas, Villas and Archeological Evidence (7th to 11th Centuries AD), 327 pp., dans les Annales de l'« Istorijski institut » de Zagreb,  (ISBN 9788677431044)
2. ↑  A. Philippson, Carte ethnique du Péloponnèse, dans l'« Atlas Petermann », éd. Justus Perthes, Gotha 1890